# 2025 aux États-Unis
Chronologie des États-Unis
- 2021
- 2022
- 2023
- 2024
- 2025
- 2026
- 2027
- 2028
- 2029

 2023 par pays en Amérique — 2024 par pays en Amérique — 2025 par pays en Amérique — 2026 par pays en Amérique — 2027 par pays en Amérique
Cette page concerne des événements qui se sont produits durant l'année 2025 du calendrier grégorien aux États-Unis.
Le début de l'année 2025 aux États-Unis est marqué par les déclarations imprévues peu ou pas développées lors de ses campagnes présidentielles par le futur président élu Donald Trump. Celui-ci développe dans ses déclarations, avant son investiture du 20 janvier, ses velléités expansionnistes comme l'achat ou l'annexion par la force du Groenland, la prise de possession du canal de Panama, faire du Canada le 51e états d'Amérique et enfin de rebaptiser le golfe du Mexique en « golfe de l'Amérique ». De son côté, le milliardaire Elon Musk, promis au « ministère de l'efficacité gouvernementale », affirme son soutien aux extrêmes droites européennes et au parti Alternative pour l'Allemagne (AFD) en particulier. Des personnalités notables de l'extrême droite internationale comme l'argentin Javier Milei, le brésilien Jair Bolsonaro, le salvadorien Nayib Bukele, l'italienne Giorgia Meloni, le hongrois Viktor Orbán, le français Éric Zemmour et sa femme Sarah Knafo ainsi que Marion Maréchal, les belges Tom Van Grieken et Tom Vandendriessche et des personnalités du groupe Patriotes pour l'Europe entre autres sont invités à l'investiture du président Donald Trump pour son deuxième mandat.
Les incendies particulièrement spectaculaires  de Los Angeles, attisés par de fortes rafales de vent, font au moins 25 morts, détruisent plus de 12 000 bâtiments, endommagent plus de 2 000 autres bâtiments et forcent le déplacement de plus de 180 000 personnes. Les fortes pluies qui ont avivé la croissance végétale tout au long de l'année précédente suivies de longues sécheresses inhabituelles donnent une explication rationnelle de l'ampleur du désastre. L'incendie entamé au 7 janvier n'est toujours pas maîtrisé à ce jour (16 janvier).
À la mi-février, dans le cadre de pourpalers pour un cessez-le-feu, le président des États-Unis, Donald Trump, accuse le président ukrainien, Volodymyr Zelensky, d'avoir provoqué la guerre contre la Russie en le traitant de « dictateur ».
Début mars, à la suite d'une altercation lors d'une visite du président ukrainien Volodymyr Zelensky à la Maison-Blanche — considérée par les européens comme une humiliation programmée à l'encontre du président ukrainien —, l'administration Trump annonce la suspension de l'aide militaire à l'Ukraine (voir 28 février et 4 mars). Entre les velléités de guerre commerciale des États-Unis  par l'augmentation des droits de douane (Canada, Mexique, Chine et Union européenne), l'abandon de l'Ukraine dans sa guerre contre la Russie, et un rapprochement visible avec le président russe Vladimir Poutine, l'Europe se voit forcée à réfléchir, avec des partenaires extra-Union européenne comme le Canada, le Royaume-Uni ou la Turquie, sur une défense militaire de sécurité commune, aide à l'Ukraine et parapluie nucléaire français contre une Russie perçue comme belliqueuse et potentiellement dangereuse sur l'intégrité européenne (voir 6 mars).

## Événements

### Janvier
- 1er janvier :
  - Attentat de La Nouvelle-Orléans en Louisiane qui a fait 15 morts et 36 blessés.
  - Explosion d'un Tesla Cybertruck au Trump International Hotel Las Vegas qui a fait 1 mort et 7 blessés.
- 5 janvier : 82e cérémonie des Golden Globes à Los Angeles.
- 7 janvier : début d'incendies au sud de la Californie qui font plusieurs morts.
- 8 janvier : Mark Zuckerberg annonce la suppression des logiciels de fact-checking sur sa plateforme Meta[9].
- 9 janvier :  les funérailles nationales de Jimmy Carter ont lieu à la cathédrale nationale de Washington, à Washington, D.C.
- 15 janvier : Joe Biden retire Cuba de la liste des pays à risque terroriste[10].
- 16 janvier : 
  - lancement de la fusée New Glenn par la société Blue Origin du milliardaire Jeff Bezos. Le projet de récupération du premier étage échoue.
  - lancement de la fusée Starship IFT-7 par l'entreprise SpaceX du milliardaire Elon Musk. Le premier étage est récupéré avec succès pour la seconde fois , mais le projet de récupération du second étage échoue[11].
- 17 janvier : la Cour suprême confirme une loi interdisant TikTok aux États-Unis[12].
- 18 janvier : Donald Trump lance sa propre cryptomonnaie[13].
- 20 janvier : 
  - seconde investiture de Donald Trump.
  - plus de 1 500 personnes ayant participé à l'assaut du Capitole le 6 janvier 2021 sont graciées par le nouveau président des États-Unis le jour même de son investiture[14].
- 21 janvier : le président américain Donald Trump annonce la création du projet « Stargate » pour l'intelligence artificielle (IA) comprenant un investissement de 500 milliards de dollars sur quatre ans[15].
- 23 janvier : 
  - la justice fédérale suspend le décret d'abrogation du droit du sol signé par le président Trump 3 jours plus tôt[16].
  - le président Trump gracie 23 militants anti-avortement coupables d'avoir bloqué une maternité avec intimidation du personnel et des patients[17].
- 24 janvier : Les Etats-Unis ne délivrent plus de passeport avec la mention de genre « X » pour les personnes non-binaires[18].
- 28 janvier : 
  - l'avion expérimental Boom XB-1 réalise lors de son douzième vol d'essai son premier vol supersonique. Après une montée à 35 290 ft soit 10 756 m, il atteint Mach 1,122 devenant le premier avion civil américain à franchir le mur du son et le premier au monde depuis l’arrêt en 2003 du Concorde[19],[20],[21].
  - trois personnes, dont le coupable, sont tuées et deux policiers sont blessés lors d'une fusillade de masse dans un supermarché Martin's à Elkhart, dans l'Indiana[22].
- 29 janvier : un vol PSA Airlines transportant 64 passagers entre en collision avec un hélicoptère militaire au-dessus du fleuve Potomac, à Washington
- 31 janvier : crash d'un Learjet 55 à Philadelphie.

### Février
- 1er février : Donald Trump lance une guerre économique sur les droits de douane contre le Canada et le Mexique, et réactive celle entamée en 2018 contre la Chine[23].
- 2 février : 67e cérémonie des Grammy Awards à Los Angeles.
- 6 février :
  - l'avion léger Cessna Caravan EX du vol Bering Air 445 reliant Unalakleet à Nome en Alaska ayant à son bord neuf passagers et un pilote s'écrase. Il n'y a aucun survivant[24].
  - Trump annonce la création d'un « bureau de la foi » présidé par la télévangéliste Paula White[25].
- 9 février : Super Bowl LIX en Louisiane.
- 10 février : 
  - le démonstrateur Boom XB-1 effectué son treizième et dernier vol d'essai et conclu son programme[26].
  - un avion d'affaires Learjet 35A appartenant à Vince Neil, du groupe de métal Mötley Crüe, sort de piste après son atterrissage sur l'aéroport de Scottsdale (Arizona) et rentre en collision avec un Gulfstream G200. Il semble que le train d'atterrissage principal gauche ait cédé. Le bilan est d'un mort et trois blessés[27].
- 12 février :
  - un avion de guerre électronique Boeing EA-18G Growler de l'US Navy décollant de la Naval Air Station North Island s'écrase dans la baie de San Diego. Les deux pilotes se sont éjectés[28].
  - retrait du service dans l'United States Navy de l'avion de reconnaissance électronique Lockheed EP-3.
  - le dernier avion d'affaires Gulfstream G650, entrée en service en décembre 2012, sort de sa ligne d'assemblage finale[29].
- 19 février : un Cessna 172 S et un Lancair 360 MK II se percutent en plein vol en Arizona, le Cessna se pose sans gravité mais le Lancair s'écrase sur la piste de l'aérodrome de Marana, deux personnes sont mortes[30].
- 21 février : Hadi Matar est reconnu coupable par le tribunal de Mayville (État de New York, États-Unis) de sa tentative d'assassinat sur l'écrivain Salman Rushdie le 12 août 2022 ; le 16 mai 2025 il est condamné à 25 ans de prison.
- 28 février : la rencontre à la Maison-Blanche du président Volodymyr Zelensky pour un accord de cessez-le-feu entre l'Ukraine et la Russie tourne à l'altercation avec l'administration Trump[31].

### Mars
- 1er mars : le président Donald Trump signe un décret désignant l'anglais comme langue officielle des États-Unis[32].
- 2 mars : 97e cérémonie des Oscars à Los Angeles.
- 4 mars : l'administration Trump annonce la suspension de l'aide militaire à l'Ukraine[33].
- 15 mars : un décret de Donald Trump annonce le démantèlement de sept agences indépendantes du gouvernement des États-Unis dont la U.S. Agency for Global Media, le Woodrow Wilson International Center for Scholars, l'Institut des services des musées et des bibliothèques, le United States Interagency Council on Homelessness (en), le Community Development Financial Institutions Fund (en)[34].
- 21 mars :  le président des États-Unis Trump dévoile le nom du Boeing F-47 qui remporte le programme Next Generation Air Dominance[35],[36].
- 22 mars : trois personnes sont tuées, et 15 autres blessées, à la suite d'une fusillade de masse à Las Cruces, au Nouveau-Mexique[37].
- 24 au 30 mars : championnats du monde de patinage artistique à Boston.

### Avril
- 1er avril : le sénateur américain Cory Booker mène la plus longue obstruction parlementaire de l'histoire des États-Unis, battant le précédent record établi par Strom Thurmond en 1957[38].
- 2 avril : 
  - Donald Trump annonce des droits de douane de 10 % minimum sur toutes les importations, de 34 % pour la Chine et 20 % pour l'Union européenne[39].
  - Début du Krach boursier au États-Unis.
- 5 avril : des manifestations « Mains libres » contre le président Donald Trump ont lieu partout aux États-Unis[40].
- 9 avril : Donald Trump suspend pour 90 jours l'augmentation des droits de douane, sauf pour la Chine[41].
- 10 avril : un hélicoptère Bell 206 s'abime dans le fleuve Hudson près du Pier 40 (en) entre Hoboken (New Jersey) et New York après la perte de son rotor principal. Le pilote et une famille de cinq touristes espagnols sont morts[42].
- 17 avril : fusillade à l'université d'État de Floride.
- 27 avril : plus de 100 personnes soupçonnées d'être entrées illégalement aux États-Unis sont arrêtées lors d'un raid de la DEA et de l'ICE dans une boîte de nuit de Colorado Springs, au Colorado ; elle faisait l'objet d'une enquête pour trafic de drogue et prostitution[43].
- 30 avril : signature d'un accord d'exploitation américaine sur les ressources minérales ukrainiennes[44].

### Mai
- 1er mai : démission du conseiller à la sécurité nationale, Michael Waltz, à la suite de l'affaire « Signalgate »[45].
- 5 mai : l'affaire Sean Combs commence au tribunal[46].
- 17 mai : collision du navire-école mexicain Cuauhtémoc avec le pont de Brooklyn.
- 21 mai : une fusillade au musée juif de Washington fait deux morts.
- 22 mai : un avion d'affaires Cessna Citation II s'écrase durant son approche vers l'aéroport Montgomery Field sur le quartier résidentiel Tierrasanta de San Diego. Les six personnes à bord sont mortes[47].
- 28 mai : un jugement du Tribunal de commerce international des États-Unis dénie au président des États-Unis le pouvoir constitutionnel d'imposer seul les sanctions douanières prévues par l’International Emergency Economic Powers Act (IEEPA) de 1977 et annule les droits de douane du Liberation Day contestés par cinq entreprises plaignantes et par douze États fédérés. Le gouvernement américain déclare aussitôt faire appel de cette décision[48].
- 30 mai : Elon Musk quitte le département de l'Efficacité gouvernementale (DOGE).

### Juin
- 6 juin : début des manifestations à Los Angeles, en Californie.
- 8 juin : 78e cérémonie des Tony Awards à New York.
- 10 juin : le président Donald Trump ordonne le déploiement d'environ 500 Marines pour protéger les bâtiments fédéraux au milieu des manifestations en cours à Los Angeles[49].
- 11 juin : mort de Brian Wilson, membre de The Beach Boys.
- 14 juin : la représentante démocrate et ancienne présidente de l'Assemblée législative du Minnesota Melissa Hortman et son conjoint sont tués, et le sénateur démocrate John Hoffman et sa propre conjointe sont gravement blessés, lors de deux fusillades ciblées à leurs domiciles de Brooklyn Park et Champlin, dans le Minnesota ; le tireur, Vance Boelter, est arrêté deux jours plus tard, une liste de 70 cibles potentielles, toutes des élus pour le droit à l'avortement, est retrouvée dans sa voiture[50].
- 15 juin : le sénateur démocrate Tim Kaine de Virginie introduit un projet de loi visant à empêcher le président américain Donald Trump d'utiliser la force militaire contre l'Iran, sans l'autorisation du Congrès[51].
- 15 juin au 13 juillet : Coupe du monde des clubs de la FIFA.
- 22 juin : une personne est blessée par un tireur à l'église communautaire de Crosspointe à Wayne, dans le Michigan ; le suspect est abattu par un agent de sécurité armé[52].
- 27 juin : la Cour suprême des États-Unis statue que toutes les ordonnances des tribunaux inférieurs concernant des injonctions nationales outrepassaient leur compétence et devaient être limitées, ce qui rendrait plus difficile pour les juges de district de bloquer totalement l'autorité ou les actions présidentielles. Cette décision a de graves conséquences sur les affaires judiciaires concernant les expulsions d'immigrants illégaux, et l'obtention de la citoyenneté par le sol[53].

### Juillet
- 3 juillet : la Chambre des représentants adopte le vaste projet de loi budgétaire du président Trump ; il prolonge et amplifie les réductions d'impôts, et fournirait de nouveaux financements pour la sécurité aux frontières, le contrôle de l'immigration et l'armée[54].
- 4 au 6 juillet : des inondations au Texas font plus de 135.
- 7 juillet : trois personnes sont tuées, et neuf autres blessées, lors d'une fusillade dans le quartier de Grays Ferry à Philadelphie, en Pennsylvanie[55].
- 12 juillet : le président Donald Trump annonce une augmentation de 30 % des droits de douane sur les produits importés du Mexique et de l'Union européenne, qui entre en vigueur le 1er août 2025[56].
- 14 juillet : au moins 9 personnes sont tuées et une trentaine d'autres sont blessées, après qu'un incendie s'est déclaré dans un centre de soins assistés pour personnes âgées à Fall River (Massachusetts)[57].
- 22 juillet :  Donald Trump annonce le retrait des États-Unis de l'Organisation des Nations unies pour l'éducation, la science et la culture (UNESCO), pour prise de position contre Israël[58].
- 28 juillet : au moins cinq personnes sont tuées, dont un policier, après qu'un homme a ouvert le feu dans un immeuble de Midtown (Manhattan), dans la ville de New York[59].
- 30 juillet : un chasseur F-35C du Strike Fighter Squadron 125 de l'US Navy s'écrase prés de la base aéronavale de Lemoore en Californie. Le pilote s'est éjecté avec des blessures mineures[60].

### Août
- 1er août : 
  - Donald Trump signe un décret rétablissant le test d'aptitude physique présidentielle dans toutes les écoles publiques du pays[61] ;
  - au moins quatre personnes sont tuées lors d'une fusillade dans un bar d'Anaconda, dans l'État du Montana ; un suspect de 45 ans prend la fuite par la suite[62].
- 5 août : 4 personnes sont tuées lorsqu'un avion de transport médical Beechcraft Super King Air s'écrase près de l'aéroport municipal de Chinle, dans l'Arizona[63].
- 11 août : Donald Trump place le maintien de l'ordre dans la capitale Washington sous le contrôle des autorités fédérales, ainsi que le déploiement de militaires de la Garde nationale[64].
- 15 août : sommet États-Unis-Russie  en Alaska.

### Septembre
- x

### Octobre
- x

### Novembre
- x

### Décembre
- x

#### Articles sur l'année 2025 aux États-Unis
- Seconde présidence de Donald Trump
- Politique commerciale de la seconde administration Trump
- Interdiction de livres aux États-Unis depuis 2021

#### L'année sportive 2025 aux États-Unis
- Saison NBA 2024-2025
- Saison NBA 2025-2026
- Playoffs NBA 2025
- Finales NBA 2025
- Draft 2025 de la NBA
- Championnat NCAA de basket-ball 2025
- Super Bowl LIX
- Draft 2025 de la NFL
- Championnat NCAA de football américain 2025
- Major League Soccer 2025
- Championnat des États-Unis féminin de soccer 2025
- Gold Cup 2025
- Campeones Cup 2025
- Saison 2025 de la Major League Rugby
- 500 miles d'Indianapolis 2025
- NASCAR Cup Series 2025
- IndyCar Series 2025
- Grand Prix automobile des États-Unis 2025
- Grand Prix automobile de Miami 2025
- Grand Prix automobile de Las Vegas 2025
- 24 Heures de Daytona 2025
- Grand Prix moto des Amériques 2025
- US Open de tennis 2025
- Tournoi de tennis d'Indian Wells (ATP 2025)
- Tournoi de tennis d'Indian Wells (WTA 2025)
- Tournoi de tennis de Miami (ATP 2025)
- Tournoi de tennis de Miami (WTA 2025)

#### L'année 2025 dans le reste du monde
- L'année 2025 dans le monde
- 2025 par pays en Amérique, 2025 au Canada, 2025 au Québec, 2025 au Mexique
- 2025 en Europe, 2025 en Belgique, 2025 en France, 2025 en Italie, 2025 en Suisse
- 2025 en Afrique • 2025 par pays en Asie • 2025 par pays en Océanie, 2025 en Océanie • 2025 en Antarctique
- 2025 aux Nations unies
- Décès en 2025